# 301e régiment d'infanterie territoriale
Le 301e régiment d'infanterie territoriale est un régiment d'infanterie de l'armée de terre française qui a participé à la Première Guerre mondiale.
Par décision ministérielle, dépêche secrète no 11792 du 10 août 1915, l’État-Major et la C.H.R du  106e Territoriale ainsi que les bataillons rattachés 101/106 103/106 et 98/106 cessent d’appartenir à ces différents corps pour constituer un nouveau régiment : le 301e Régiment Territoriale d’Infanterie ayant son dépôt au Puy (Haute-loire).

## Création et différentes dénominations
10 août 1915: Création du 301e Régiment Territoriale d’Infanterie

## Historique des garnisons, combats et batailles du301eRIT

### Première Guerre mondiale

#### Affectations
- 97e division d'infanterie territoriale, 1915.

#### 1915
Première bataille de Champagne.

#### 1919
Le 14 juillet 1919, le drapeau du 301e, porté par le lieutenant Marie, escorté par le colonel Hochstetter, le caporal Maisonneuve, les soldats Ducret, Grelet prend part à l’émouvant cortège qui passe sous l’Arc de Triomphe et défile dans Paris. Avenue de la République, le défilé, contrarié par un à-coup dans la marche, s’arrête un instant. Un homme l’ancien sergent-major du 301e s’approche de la délégation du régiment, salue le colonel, s’incline, baise la soie du drapeau, toute frémissante dans cette belle matinée de gloire. Et la bonne foule parisienne, si prompte à s’émouvoir, applaudit ce geste touchant.

## Drapeau
Il ne porte aucune inscription.